# Delphinium osseticum
Delphinium osseticum är en ranunkelväxtart som beskrevs av Nikolaj Adolfovitj Busj. Delphinium osseticum ingår i släktet storriddarsporrar, och familjen ranunkelväxter. Inga underarter finns listade i Catalogue of Life.